# Novi (Beloréchensk, Krasnodar)
Novi (del ruso: Новый) es un posiólok del territorio administrativo de la ciudad de Beloréchensk del krai de Krasnodar, en Rusia. Se sitúa en la orilla derecha del río Psheja, tributario por la izquierda del Bélaya, afluente del río Kubán, 6 km al suroeste de Beloréchensk y 75 km al sureste de Krasnodar, la capital del krai. Tenía 408 habitantes (2011).
Pertenece al municipio Yúzhnenskoye, que constituye un municipio rural dentro de la administración de la ciudad de Beloréchensk.